# Acide métachloroperbenzoïque
L'acide métachloroperbenzoïque est un  peracide de formule chimique C7H5ClO3.

## Utilisation
L'acide métachloroperbenzoïque (m-CPBA, MCPBA) est utilisé pour des réactions d'époxydation sur les alcènes, ainsi que pour la réaction d'oxydation de Baeyer-Villiger, où une cétone est oxydée en ester.

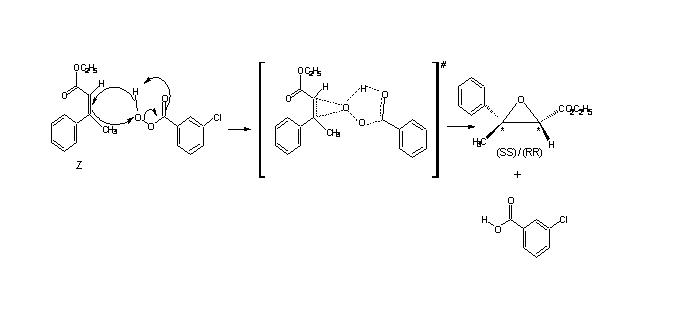
Mécanisme d'époxydation d'un alcène (à gauche au départ de la réaction) par le m-CPBA (à droite au départ de la réaction).

Le mécanisme de l'époxydation consiste en une attaque nucléophile de l'alcène sur l'oxygène terminal du peracide, site électrophile (cf. mécanisme schéma 1).
- La réaction met en jeu une interaction entre les orbitales moléculaires suivantes : l’orbitale basse vacante (abrégée BV en français, LUMO en anglais ou orbitale σ*) du peracide, et l’orbitale haute occupée (abrégée HO en français ou HOMO en anglais ou orbitale π) de l'alcène.
- Dans ce mécanisme, le proton acide du peracide est transféré depuis l'oxygène auquel il est lié vers l'oxygène de la double liaison C=O, pour donner le sous-produit acide carboxylique.
- L’époxyde formé est le résultat d’une addition syn sur l’alcène. Cette addition est stéréospécifique : l’alcène syn donne l’époxyde syn et inversement pour l’alcène trans.
- Pour un alcène donné (syn ou trans), l’époxyde peut se former de manière équiprobable au-dessus ou en dessous du plan moyen équatorial de l’alcène. On obtient ainsi le couple d’énantiomères correspondant (exemple l'arôme de fraise en SOM).